# Euclides André Mance
Euclides André Mance (1963) es un filósofo brasileño, y uno de los principales teóricos de la economía solidaria y de la Filosofía de la Liberación en América Latina.
En su libro "La Revolución de las Redes" (1999), Mance analiza cómo las redes colaborativas solidarias pueden organizar lazos que retroalimenten flujos económicos, políticos y culturales, haciendo posible la construcción de sociedades post-capitalistas centradas en la promoción del buen vivir, y que expandan las libertades públicas y privadas.
En su libro "Constelación Solidaria" (2008), Mance explica las fallas sistémicas del capitalismo y analiza como las redes de colaboración solidaria pueden organizar flujos de valor económico, propiciando su expansión auto-sustentable de la economía solidaria, entendida como un sistema económico alternativo al capitalismo que utiliza la democracia participativa como principal sistema de dirección político-administrativa.